# Басин, Натан Израилевич
На́тан Изра́илевич Ба́син (1925 — 2004) — советский и российский театральный актёр, режиссёр и педагог. Заслуженный деятель искусств РСФСР (1966). Лауреат Государственной премии РСФСР имени К. С. Станиславского (1982).

## Биография
Родился 8 октября 1925 года на руднике Петровка (Донецкой области Украинской ССР). Окончил в 1949 году Московское театральное училище, служил актёром русского драматического театра в Алма-Ате, Магнитогорском драматическом театре. В 1949-1951 годах — актёр Брянского драматического театра.
В 1957 году окончил режиссёрский факультет Ташкентского театрально-художественного института. В 1957—1959 годах — режиссёр Пермского драматического театра.
В 1959—1962 годах — главный режиссёр Казанского ТЮЗа, в 1962—1969 годах — Владивостокского краевого, в 1970—1973 годах — Саратовского АДТ имени К. Маркса, в 1973—1976 годах — Кишинёвского РДТ имени А. П. Чехова.
В 1976—1982 годах — главный режиссёр Красноярского драматического театра имени А. С. Пушкина и одновременно художественный руководитель курса театрального факультета Красноярского государственного института искусств.
В 1982—1984 годах — главный режиссёр Казанского русского Большого драматического театра. В 1983—1987 годах — заведующий кафедрой театрального мастерства Казанского института культуры и искусств. Профессор (1985).
Ставил спектакли в Москве и Ленинграде.
С 1991 года преподавал режиссуру в Санкт-Петербургском университете культуры и искусств.
Был женат на актрисе, заслуженной артистке РСФСР Светлане Зима.
Скончался в 2004 году в Санкт-Петербурге. Похоронен на кладбище Санкт-Петербургского крематория.

## Призы и награды
- заслуженный деятель искусств РСФСР (18 марта 1966 года).
- Государственная премия РСФСР имени К. С. Станиславского (1982) — за постановку спектакля «Спутники» В. Ф. Пановой

## Театральные работы
- 1958 — «Вечное перо» И. В. Штока
- 1959 — «Каменный хозяин» Л. Украинки; «Два цвета» А. Г. Зака и И. К. Кузнецова
- 1960 — «Неравный бой» В. С. Розова
- 1961 — «Город на заре» А. Н. Арбузова; «Побеждённый океан» Р. Ф. Ишмуратова
- 1963 — «Палата» С. И. Алёшина; «Мадридская сталь» Лопе де Вега; «Хлеб» В. М. Киршона
- 1964 — «Шторм восемь баллов» Г. Г. Халилецкого
- 1965 — «В день свадьбы» В. С. Розова; «Первая Конная» В. В. Вишневского; «Собака на сене» Л. де Веги
- 1967 — «Разлом» Б. А. Лавренёва
- 1968 — «Орёл и орлица» А. Н. Толстого
- 1969 — «Юлий Цезарь» Шекспира

Красноярский драматический театр имени А. С. Пушкина
- 1976 — «Девяносто семь» Н. Г. Кулиша
- 1977 — «Тощий приз» Э. Кинтеро
- «Орфей спускается в ад» Т. Уильямса
- 1980 — «Борис Годунов» А. С. Пушкина
- 1982 — «Спутники» В. Ф. Пановой

Казанский русский Большой драматический театр
- 1983 — «Город на заре» А. Н. Арбузова; «Город ветров» В. М. Киршона
- 1984 — «Милый друг» по Ги де Мопассану; «День Икс» по пьесе Д. Н. Валеева «Поэт и война»

МХАТ
- «Разлом» Б. А. Лавренёва
- «Рельсы гудят» В. М. Киршона

ЛАТД имени А. С. Пушкина
- «Вожди»
- «Под звуки оркестра»
- «Жиды города Питера, или Невесёлые беседы при свечах» братьев Стругацких